# Achaea serva
Achaea serva là một loài bướm đêm thuộc họ Erebidae. Loài này có ở Indo-Australian tropics tới Okinawa, many miền tây quần đảo Micronesian và New Guinea và Úc.
Recorded larval food plants include Buchanania, Ipomoea, Diospyros, Ricinus, Sapindus, Madhuca, Manilkara, Mimusops, Palaquium và Sideroxylon.

## Phụ loài
- Achaea serva serva
- Achaea serva fuscosuffusa (New Guinea)

## Hình ảnh

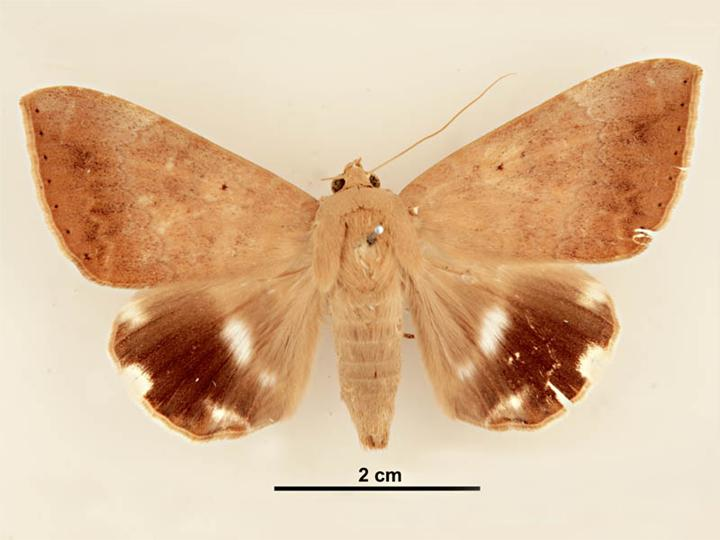
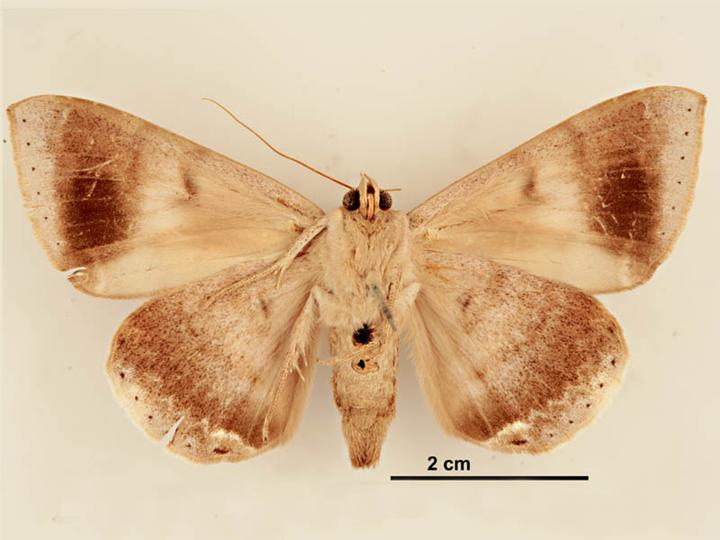
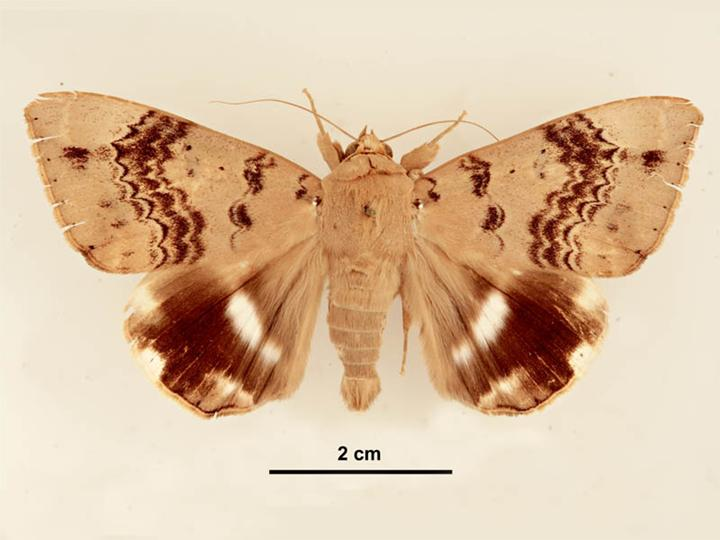
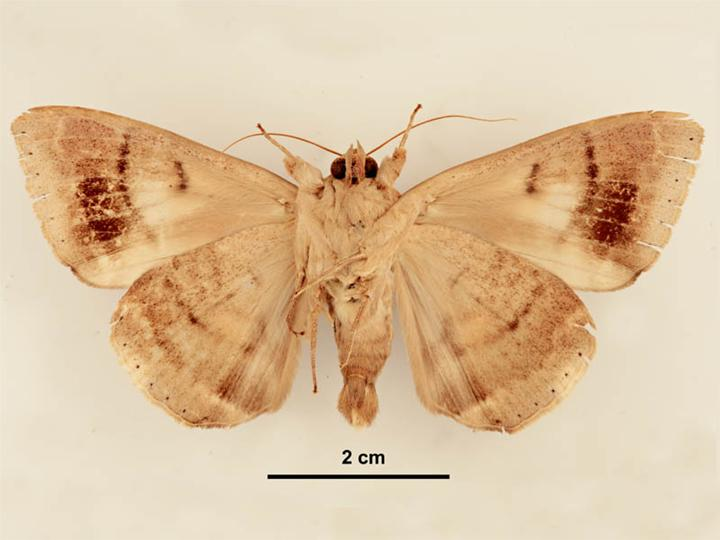